# Economía de mercado
Por economía de mercado se entiende la organización, asignación de la producción y el consumo de bienes y servicios que surge del juego entre la oferta y la demanda. La característica que define la importancia de la economía de mercado es que las decisiones sobre la inversión y la asignación de los bienes de producción se realizan a través de los individuos que operan en los mercados.
El término es equivalente al de mercado libre. Es necesario notar, sin embargo, que no hay un término especialmente a nivel teórico o general, acerca de cuál sería el balance de intervención estatal permisible sin que una economía de mercado se transforme en economía dirigida: «Pero existen ciertos aspectos relativos a la economía de mercado que siguen siendo polémicos. En primer lugar, existe cierta controversia en torno a qué actividades deben dejarse en manos del Estado y cuáles pueden adjudicarse a la iniciativa privada».
Cabe aquí una diferencia muy clara planteada por Wilhelm Röpke al clasificar las intervenciones del Estado en «conformes» y «no conformes». Las primeras son aquellas que tienden a asegurar el funcionamiento de las leyes del mercado. Como ejemplo, podemos citar la legislación anti-monopolios. Las segundas son las que interfieren o bloquean aquel funcionamiento. Los controles de precios y salarios se encuentran entre las más comunes de esas interferencias. La economía de mercado, tal como se la concibe dentro del liberalismo moderno (ver "economía social de mercado"), acepta las «intervenciones conformes» y, más aún, las considera necesarias; pero rechaza las «intervenciones no conformes».
Consecuentemente la economía de mercado se entiende generalmente como la versión de la economía mixta, más cercana al modelo económico de economía de «mercado libre», lo que ha llevado a algunos a hablar de economía mixta de mercado. Sin embargo, no hay que confundir la «economía mixta», con la «Economía Social de Mercado». En la primera se aceptan ciertas "intervenciones no conformes" que bloquean parcialmente el funcionamiento del mercado; mientras que en la segunda dichas intervenciones son rechazadas, aceptando solamente las denominadas "intervenciones conformes".
Generalmente se considera que el ejemplo de economía de mercado más exitosa se encuentra en EE. UU. en el periodo que va desde el fin de la Segunda Guerra Mundial a, por lo menos, fines del siglo XX. En la primera parte de ese período las políticas económicas (ver Economía política) de ese país estaba fuertemente influida por la llamada síntesis clásico-keynesiana o Síntesis neoclásica y, posteriormente, por las aproximaciones del monetarismo y la llamada Escuela de Economía de Chicago. También otros ejemplos exitosos de economía de mercado son los países nórdicos, Nueva Zelanda, Alemania, Irlanda, Hong Kong, Singapur, Reino Unido, Suiza, los Países bálticos, Canadá y Australia.
La lista de libertad económica refleja que los países con una economía de mercado están más desarrollados o tienen un gran crecimiento de su economía como es el caso de los Países bálticos los cuales han elevado tres veces su PIB en solo diecisiete años.

## Origen y significado general del término
El término se popularizó en EE. UU. en el contexto de la Guerra Fría, siendo utilizado, de forma imprecisa, para designar los sistemas económicos de aquellos países que, por lo menos teóricamente, asignan un papel importante a la propiedad privada y al mercado libre, pero que no necesariamente poseen un sistema político democrático o son un Estado de derecho. Esto permite clasificar a países tan diversos como los del Golfo Pérsico y los nórdicos como poseedores de “economías de mercado”, al mismo tiempo que permite que se sugiera, a veces, que una economía de mercado es lo mismo que una economía de mercado libre y, a veces, que no.
Así pues, y dado que hay tanto alguna confusión como una tendencia a identificar los términos economía de mercado, libre mercado y capitalismo, es conveniente hacer algunas puntualizaciones.
Una economía de mercado no necesariamente es equivalente a un libre mercado, ya que en la economía de mercado el Estado puede intervenir no solo para garantizar los derechos de los agentes económicos, sino también tanto para garantizar acceso a ciertos bienes y servicios —generalmente considerados de necesidad absoluta para la Dignidad humana— como para regular precios básicos y para orientar la producción y, por tanto, el consumo,y más en general, mantener la estabilidad de los procesos económicos.
El libre mercado supone la absoluta libertad de oferta y la demanda tolerando la intervención estatal solo para garantizar libertad de competencia.
Ese punto anterior es central a la concepción de lo que un mercado libre realmente es. Tanto Friedrich von Hayek como Milton Friedman han declarado que la Libertad económica es la condición sine qua non tanto de un mercado libre como de la libertad política en general (ver Catalaxia).
Lo anterior ha llevado a argumentos a lo largo de las líneas de: "Pero la imagen que mucha gente tiene de la "economía de mercado" seguramente ya es la de una economía mixta, como sugiere el hecho de que mayorías aún más importantes apoyen fuertes regulaciones estatales. Eso, y minorías sustanciales tajantemente en contra del mercado, explica por qué vivimos en una economía mixta y no en una economía libre". basados en esa percepción general que países que restringen la libertad de mercado restringen las libertades políticas y sociales.
La relación con el capitalismo depende de qué se entienda por este término. Si se entiende por ello todo lo que no sea comunista o que practique el “socialismo verdadero” —la manera en que se utilizó durante la guerra fría y con algunas bases en el uso que se remontan a Marx— la equivalencia es correcta. Sin embargo, no todos entienden capitalismo de esa manera (ver Capitalismo de Estado; Capitalismo libertario; Capitalismo democrático); en cuyos casos, y dependiendo del criterio, algunos países capitalistas no tendrían economía de mercado —como se entiende aquí— o por lo menos algunos de los países que muestran economía de mercado no serían realmente capitalistas. (ver Socialismo de mercado).
Igualmente, a pesar de que en la imaginación popular —especialmente desde la perspectiva occidental— la creación de economías de mercado en el mundo solamente ha ido asociada al capitalismo a partir de la segunda mitad del siglo XIX en Europa y más concretamente en Gran Bretaña y Estados Unidos, ese no es el caso. Por ejemplo, en el siglo XVIII, la mayor economía de mercado —no capitalista— se encontraba en China.
Generalmente se considera que el teórico más destacado del modelo de economía de mercado, tal y como se implementó en los Estados Unidos, fue Paul Samuelson. Samuelson se refirió a ese sistema como “economía mixta”.

## Mercado e intervención
Como se ha sugerido, uno de los problemas centrales más importantes de la economía de mercado es encontrar el nivel óptimo de intervención o regulación estatal mientras se mantiene la libertad de los actores económicos a fin de lograr el máximo de eficiencia económica. En las palabras de Joseph E. Stiglitz:
El verdadero debate hoy en día gira en torno a encontrar el balance correcto entre el mercado y el gobierno. Ambos son necesarios. Cada uno puede complementar al otro. Este balance será diferente dependiendo de la época y el lugar.
En relación con lo anterior son generalmente considerados varios elementos.
La aceptación de que la competencia perfecta generalmente no existe en la realidad, lo que implica la validez de la Teoría del Segundo Mejor, es decir, que la eficiencia económica no precluye necesariamente la intervención estatal como la propuesta del libre mercado asume.
Aún más, Greenwald y Stiglitz demostraron (en el llamado Teorema de la asimetría de la información) que en la presencia ya sea de información imperfecta o mercados no perfectamente competitivos, el resultado del mercado no es eficiente en términos de Pareto. Sigue que en la mayoría de las situaciones de la economía en el mundo real, los efectos de esas desviaciones de las condiciones ideales deben ser tomadas en cuenta.
Dado lo anterior, la condición de Samuelson es relevante; es decir, la intervención estatal en la provisión de bienes y servicios está justificada hasta el punto que tal intervención sea más eficiente. Por otro lado, la producción privada está justificada en la medida en que sea más eficiente que la comunal o estatal. Estas relaciones cambiarán en lugares y momentos diferentes. Adicionalmente, estas no son materias de discusión teórica sino de determinación práctica y técnica.
Sin embargo, hay tesis que han logrado cuestionar de manera contundente estos enfoques que a consideración de algunos teóricos como los de la Escuela Austriaca son excesivamente matemáticos o que no dejan de rondar como raíz teórica la matemática por lo que suelen caer en consecuencias teóricas no prácticas y divergentes con la naturaleza del comportamiento humano.
Como anteriormente se ha dicho la competencia perfecta no existe y los individuos no conocen de manera omnisciente las valoraciones subjetivas de todos los demás individuos (incertidumbre), de esto deriva la imposibilidad del cálculo económico como detalla Ludwig Von Mises en su libro. Dentro de este marco teórico desarrollado por la escuela austriaca de economía surgen diversos tópicos que entran en contradicción con las tendencias económicas de escuelas, tales como la escuela monetarista y neokeynesiana.Las principales críticas de la escuela austríaca sobre las implicaciones de la intervención estatal comienzan de la mano de Mises, Von Hayek y Murray Rothbard. El principal punto de ruptura con el monetarismo y el keynesianismo es el rol del banco central, los efectos de su intervención y monopolio. Los cuales se explican en la teoría del ciclo económico.

## Proceso del mercado
En una economía de mercado, productores y consumidores pueden interactuar en el mercado. Se supone que ambos tipos de agentes económicos asumen el precio de los bienes como un dato dado (es decir, son “aceptadores de precio” —“preneurs de prix” en francés; “price takers” en inglés—. Ver Origen y asunciones en "Ley de Walras".) y, a partir de ahí, toman sus decisiones de producción y consumo, buscando maximizar la ganancia en el caso de los ofertantes y la función de utilidad (satisfacción) en el caso de los consumidores. La participación de esos actores, ofreciendo y demandando cantidades de bienes y servicios, a su vez altera las condiciones del mercado afectando la evolución de los precios.
Sin embargo, en una situación de competencia imperfecta ya sea un solo agente o un grupo reducido de los mismos pueden manipular la condición del producto y pueden afectar directamente la formación de los precios. Dado que vivimos en una era de comercio creciente dominado por empresas internacionales y lo que en Estados Unidos se llama "corporaciones" (grupo de empresas en castellano) no es realista mantener la pretensión que los precios de mercado se están determinando de acuerdo a las condiciones de la competencia perfecta (ver, por ejemplo: Índice de Lerner). Y pretender volver a esa competencia perfecta es no solo un "ejercicio en futilidad" sino que tampoco produciría "una economía de gran estabilidad, crecimiento y eficiencia."
Hay que mantener presente que no es necesariamente el caso que la competencia imperfecta tenga efectos negativos para el consumidor. Es posible que bajo determinadas circunstancias, el hecho de que las empresas compitan en este tipo de entornos "imperfectos" (ver oligopolio; monopolio; oligopsonio y monopsonio) puede llevar a los mismos precios que la competencia perfecta (ver Competencia de Bertrand). Esto de nuevo enfatiza que estas no son materias de principios, sino prácticas.
De todo lo anterior sigue que, dado que la competencia perfecta no se encuentra en la realidad, la intervención estatal puede producir resultados económicos superiores a los logrados sin esa intervención.
Aun así, hay teorías que logran explicar que los seres humanos actúan de manera individual de acuerdo a concepciones subjetivas del valor, teoría principalmente fundamentada por el economista austriaco Carl Menger y que posteriormente se desarrolló en profundidad gracias a Ludwing Von Mises. Este último defendió que los precios en los bienes son la expresión directa de las valoraciones que cada individuo le da cada bien en términos agregados, por lo cual el precio viene determinado por esto e incluso los costos son determinados por los precios ya que son la consecuencia directa de las valoraciones subjetivas del conjunto de los individuos en un mercado o economía. Por lo cual, dado que los bienes son escasos cuando hay un aumento en la demanda de un bien 1, los precios tienden a aumentar, los cuales actúan como señal para el mercado.Este sistema de señales (precios) funciona como mecanismo de asignación de recursos en la economía, por lo cual aquellos productores que tienen la capacidad productiva de producir ese bien 1 pero están produciendo un bien 2, dejarán de producir el bien 2 (si el costo de oportunidad es menor) ya que los precios del bien 1 incentivarán su producción, consecuentemente la oferta del bien 1 se verá en aumento y el precio tenderá a estabilizare a la baja. En un caso como este, una intervención en el control de los precios resultaría catastrófica ya que eliminaría el incentivo a la oferta, produciría desabastecimiento y mercados negros con precios aún más altos.

## Leyes e interpretaciones
La teoría económica liberal clásica, por ejemplo con David Ricardo, supone que, teóricamente, en una economía de mercado la tasa de interés del capital y los beneficios empresariales tienden hacia cero con el tiempo. La tercera, quinta o sucesivas unidades de producción no pueden rendir los mismos beneficios que la primera, según la ley de rendimientos decrecientes. Similares predicciones se efectuaban para los salarios, que deben ajustarse al mínimo de subsistencia, según la ley de bronce de los salarios.
La crítica que el marxismo realiza de la economía clásica parte en buena medida de la interpretación de esas teorías, además de sus propias formulaciones, como la teoría de la plusvalía y la alienación; supone que la aplicación de una economía de mercado llevaría a una polarización social entre proletarios cada vez más pobres y capitalistas cada vez más ricos. El que ambas predicciones (liberal clásica y marxista) no se hayan cumplido (al menos todavía) en la evolución histórica de la economía real ha supuesto distintas reinterpretaciones a cargo de las distintas escuelas de pensamiento económico posteriores: la economía neoclásica, el marginalismo, el monetarismo, el keynesianismo, el neoliberalismo económico, la escuela de Chicago, etc.